# موني عبد الرحيم
موني عبد الرحيم  (ولدت 19 نوفمبر 1985 ببجاية، الجزائر) هي لاعبة كرة طائرة جزائرية. شاركت في الألعاب الأولمبية ببكين 2008 مع المنتخب الجزائري للسيدات وفي عدة منافسات مثل البطولة العالمية 2010 و كأس العالم 2011 كما فازت معه بالبطولة الإفريقية 2009 و بذهبية الألعاب الإفريقية 2011 . تلعب في عدة مناصب وتتميز بكونها لاعبة شاملة universal ذات إمكانات تقنية معتبرة مقارنة بطولها. تعرضت قبل عدة مواسم لإصابة أعاقت أدائها نسبيا في عدة منافسات لاحقة.

## معلومات الاندية
النادي الحالي : مشعل بلدية بجاية (الجزائر) 
النادي الأول  : جمعية ولاية بجاية (الجزائر) 
معلومات تقنية :
الطول: 1,71 م
الارتقاء في السحق : 3,05
الارتقاء في الصد : 2,93
- منتخب الجزائر لكرة الطائرة سيدات
- البطولة الجزائرية لكرة الطائرة سيدات

## روابط خارجية
- موني عبد الرحيم على موقع عالم الكرة الطائرة (الإنجليزية)
- موني عبد الرحيم على موقع أوليمبيديا (الإنجليزية)